# 光と闇の姫君と世界征服の塔 ファイナルファンタジー・クリスタルクロニクル
『光と闇の姫君と世界征服の塔 ファイナルファンタジー・クリスタルクロニクル』（ひかりとやみのひめぎみとせかいせいふくのとう ファイナルファンタジー・クリスタルクロニクル、英語: Final Fantasy Crystal Chronicles: My Life as a Darklord）はスクウェア・エニックス開発・発売の、Wiiウェア用RPG。2009年6月30日に配信が開始された。

## 概要
ファイナルファンタジー・クリスタルクロニクル（FFCC）シリーズの第5弾。同じWiiウェア用ソフトとして発売された『小さな王様と約束の国 ファイナルファンタジー・クリスタルクロニクル』の直系の続編にあたる。そのため前作のキャラクターも登場する。
プレイヤーは魔王の娘・ミラとなり、部屋にモンスターやトラップを仕掛けて、塔に侵入してくる冒険者達を迎え撃って撃退していく。

## 登場キャラクター
ミラ
声 - 上坂すみれ（『ファイナルファンタジー・クリスタルクロニクル リマスター』）
主人公。
トンガリ
ミラの従者である1/1サイズのトンベリ型のぬいぐるみ。
ベル・ダット
声 - 楠木ともり（『ファイナルファンタジー・クリスタルクロニクル リマスター』）

クレイドル

スティルツキン

## スタッフ
- プロデューサー：岩野弘明・柴貴正
- ディレクター：金子裕恭・青木和彦
- シナリオディレクター：鳥山求
- シナリオライター：平野幸江
- キャラクターデザイン：泉沢康久
- コンポーザー：谷岡久美
- アートスーパーバイザー：板鼻利幸
- エグゼクティブプロデューサー：河津秋敏・三宅有